# Jan Blahoslav

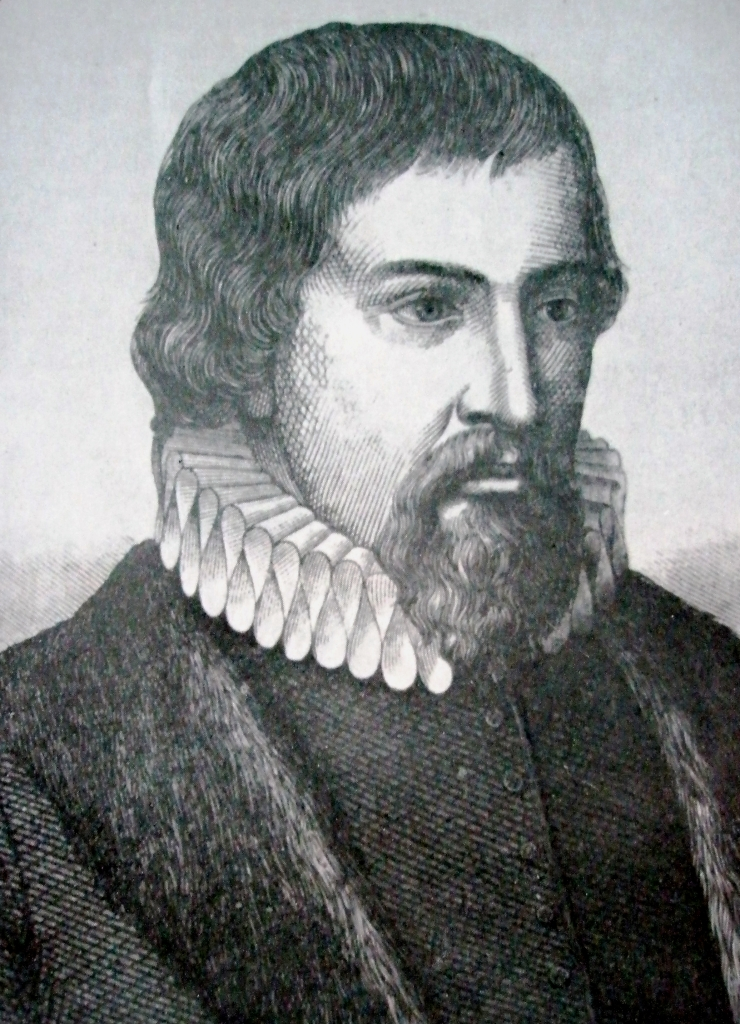
Jan Blahoslav

Jan Blahoslav (deutsch Johannes Blahoslaus; lateinisch Joannes Blahoslaus; * 20. Februar 1523 in Přerov; † 24. November 1571 in Moravský Krumlov) war aus Mähren stammende Bischof der Böhmischen Brüder. Er war ein hervorragender mährischer Humanist und Schriftsteller. Zudem verfasste er eine tschechische Grammatik sowie Liedtexte und übersetzte das Neue Testament und Teile des Alten Testaments in die Volkssprache. Zum Teil verwendete er auch das Pseudonym Apteryx (altgriechisch für flügellos).

## Leben
Jan Blahoslav besuchte ab 1540 das Gymnasium in Proßnitz und ab 1543 die evangelische Lateinschule in Goldberg in Schlesien, deren Rektor Valentin Trotzendorf war. 1544 immatrikulierte er sich an der Universität Wittenberg, wo er Martin Luther, Philipp Melanchthon und Caspar Peucer kennenlernte. 1546 kehrte er nach Proßnitz zurück und 1548 begab er sich nach Jungbunzlau, wo er kurze Zeit das Archiv der Brüderunität ordnete. Ab 1549 studierte er in Königsberg und anschließend in Basel. 1552 kehrte er nach Jungbunzlau zurück, wo er ein Jahr später als Priester geweiht wurde. Im Auftrag der Brüderunität unternahm er mehrere diplomatische Reisen nach Deutschland sowie zum Landesherrn nach Wien, wo er sich um die Freilassung des Brüderbischofs Jan Augusta bemühte.
Nachdem Jan Blahoslav 1557 als Brüder-Bischof für Südmähren gewählt worden war, lebte er in Eibenschütz, wo er 1562 eine Priesterschule gründete sowie eine Druckerei, die im Geheimen arbeiten musste. In ihr wurde 1564 das von ihm aus dem Griechischen und Lateinischen ins Tschechische übersetzte Neue Testament gedruckt. Es erschien unter dem Titel „Nový zákon (z jazyku řeckého) vnově do češtiny přeložený Léta Páně 1564 v Ivančicích“. Vier Jahre später folgte die zweite Auflage (secunda editio diligenter recognita anno 1568). Diese Übersetzung bildete auch die Grundlage für den Band VI der Kralitzer Bibel, der 1593/1594 in Kralitz gedruckt wurde, wohin die Eibenschützer Druckerei 1578 verlegt werden musste. Als Blahoslav 1564 das Neue Testament ins Tschechische übersetzt hatte, schickte er ein Exemplar an Caspar Peucer, der ihn daraufhin ermunterte, auch das Alte Testament sowie weitere wichtige kirchliche Schriften ins Tschechische zu übertragen. Blahoslav ließ Peucer daraufhin eine deutsche und tschechische Fassung der Konfession der Brüder zukommen.
Jan Blahoslav starb 1571 in Moravský Krumlov (Mährisch Kromau). Sein Leichnam wurde in Eibenschütz beigesetzt.

## Werke (Auswahl)
- O původu Jednoty bratrské a řádu v ní, 1547
- Gramatika česká, 1551–71
- Musica, to jest Knížka zpěvákům náležité zprávy v sobě zavírající, 1558 (Dieser Titel ist das älteste musiktheoretische Werk in tschechischer Sprache)
- Kancionál šamotulský, 1561
- Filipika proti misomusům, 1567
- In der Liedsammlung Písně chval božských sind mehrere Lieder von Jan Blahoslav enthalten